# Polyblastia quartzina
Polyblastia quartzina är en lavart som beskrevs av Lynge. Polyblastia quartzina ingår i släktet Polyblastia och familjen Verrucariaceae.   Inga underarter finns listade i Catalogue of Life.